# Superconductors covalents

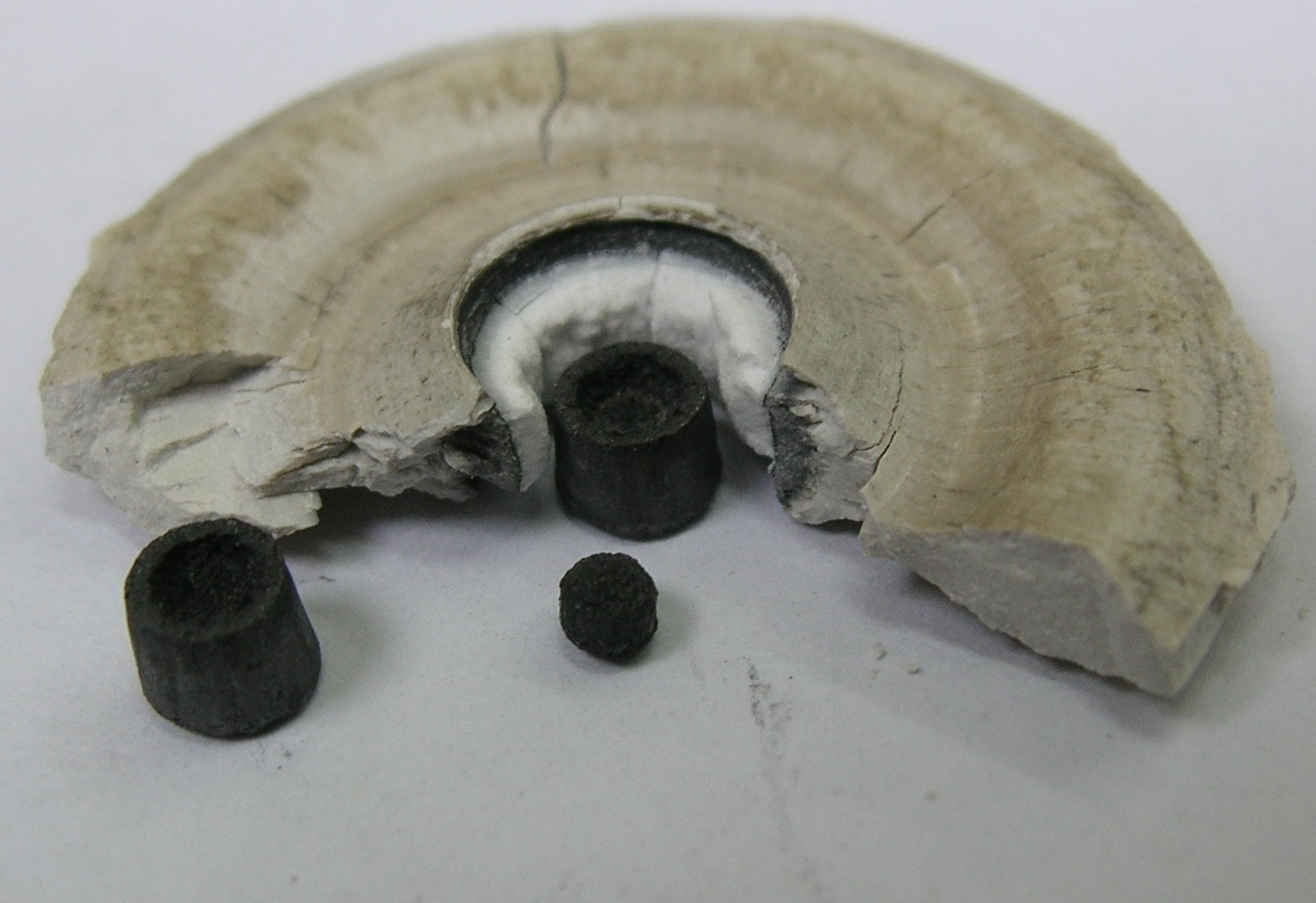
Parts d'una cel·la d'alta pressió després de la síntesi d'un diamant superconductor molt dopat amb bor. El diamant (bola negra) es troba entre dos escalfadors de grafit.

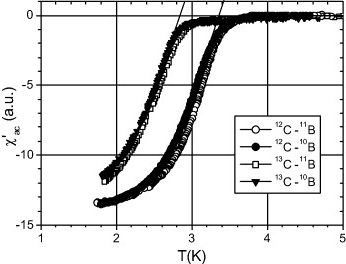
Susceptibilitat magnètica AC mesurada en funció de la temperatura en diamants enriquits amb isòtops de ^{12} C, ^{13} C, ^{10} B o ^{11} B. L'observació i la magnitud del canvi ^{12} C- ^{13} C confirma el mecanisme BCS de superconductivitat en el diamant dopat amb bor policristalí a granel.

Els superconductors covalents són materials superconductors on els àtoms estan units per enllaços covalents. El primer material d'aquest tipus va ser un diamant sintètic dopat amb bor cultivat pel mètode d'alta pressió i temperatura alta (HPHT). El descobriment no va tenir cap importància pràctica, però va sorprendre la majoria dels científics, ja que la superconductivitat no s'havia observat en semiconductors covalents, inclosos el diamant i el silici.
La prioritat de molts descobriments en la ciència està enèrgicament discutida (vegeu, per exemple, les controvèrsies dels premis Nobel). Un altre exemple, després que Sumio Iijima hagi "descobert" nanotubs de carboni el 1991, molts científics han assenyalat que les nanofibres de carboni es van observar realment dècades abans. El mateix es podria dir de la superconductivitat en semiconductors covalents. La superconductivitat en germani i silici-germani es va predir teòricament ja als anys 60. Poc després, es va detectar experimentalment la superconductivitat en el telurur de germani. El 1976, es va observar experimentalment una superconductivitat amb Tc = 3,5 K en germani implantat amb ions de coure; es va demostrar experimentalment que l'amorfització era essencial per a la superconductivitat (en Ge), i la superconductivitat es va assignar al mateix Ge, no al coure.